# مصر للطيران للخدمات الطبية
مصر للطيران للخدمات الطبية (بالإنجليزية: EGYPTAIR MEDICAL SERVICES)‏ هي إحدي الشركات التابعة للشركة القابضة لمصر للطيران، يرجع تاريخ إنشائها إلى عام 2002 وذلك عندما تمت إعادة هيكلة شركة مصر للطيران، وذلك لصدر القرار الجمهوري 137 لسنة 2002 بتحويل مؤسسة مصر للطيران إلى شركة قابضة تسمى الشركة القابضة لمصر للطيران وفقا لأحكام القانون 203 لسنة 1991 وأنبثق عن إعادة الهيكلة شركة قابضة وسبعة شركات تابعة، ومنها شركة مصر للطيران للخدمات الطبية بدأت مصر للطيران للخدمات الطبية بتقديم خدماتها إلى موظفى مصر للطيران وعائلاتهم فقط،
ثم بعد ذلك قامت بالتوسع في خدماتها لكى تشمل جميع العاملين في مجال الطيران المدني، وهي الآن تقدم الخدمات الطبية للجمهور، وشركات التأمين الطبي والرعاية الصحية وبرامج السياحة العلاجية.